# Crosslauf-Europameisterschaften 2019
Die 26. Crosslauf-Europameisterschaften der EAA fanden am 8. Dezember 2019 in der portugiesischen Hauptstadt Lissabon statt. Nach Oeiras im Jahr 1997 und Albufeira 2010 wurden die Cross-Europameisterschaften das dritte Mal in Portugal ausgetragen.
Der Kurs in der Parkanlage Parque da Bela Vista bestand aus einer großen Runde von 1500 m und einer kleinen Runde von 500 m, hinzu kamen in jedem Rennen eine Startgerade (125 m) und eine Zielgerade (100 m). Die Männer bewältigten sechs große und zwei kleine Runden (10.225 m), die Frauen und die U23-Männer fünf große und eine kleine Runde (8225 m), die U23-Frauen und die U20-Männer jeweils 4 große Runden (6225 m) und die U20-Frauen jeweils zwei große und kleine Runden (4225 m). In der Mixed-Staffel (6225 m) durchlief jeder Teilnehmer einmal die große Runde.

## Ergebnisse

### Männer

#### Einzelwertung
| Platz | Athlet              | Land | Zeit (min) |
| ----- | ------------------- | ---- | ---------- |
| 1     | Aras Kaya           | TUR  | 30:10      |
| 2     | Yemaneberhan Crippa | ITA  | 30:21      |
| 3     | Julien Wanders      | SUI  | 30:25      |
| 4     | Andrew Butchart     | GBR  | 30:38      |
| 5     | Samuel Fitwi        | GER  | 30:39      |
| 6     | Soufiane Bouchikhi  | BEL  | 30:41      |
| 7     | Isaac Kimeli        | BEL  | 30:46      |
| 8     | Ben Connor          | GBR  | 30:47      |
| 9     | Jonas Raess         | SUI  | 30:53      |
| 10    | Antonio Abadía      | ESP  | 30:57      |

Der ursprüngliche Sieger Robel Fsiha aus Schweden wurde wegen eines Dopingvergehens nachträglich disqualifiziert.
Von 91 gestarteten Athleten erreichten 81 das Ziel.
Weitere Teilnehmer aus deutschsprachigen Ländern:
- 14: Simon Boch (GER), 31:07
- 38: Andreas Vojta (AUT), 31:52
- 47: Johannes Motschmann (GER), 32:24
- 72: Christoph Graf (SUI), 34:26
- 76: Bob Bertemes (LUX), 34:54

#### Teamwertung
| Platz | Land und Athleten                                                                                    | Gesamtpunktzahl und Einzelplatzierung |
| ----- | --- | ------------------------------------- |
| 1     | Vereinigtes Königreich Andrew Butchart Ben Connor Kristian Jones Patrick Dever Adam Hickey Tom Evans | 33 04 08 21 25 35 43                  |
| 2     | Belgien Soufiane Bouchikhi Isaac Kimeli Lahsene Bouchikhi Michael Somers                             | 35 06 07 22 23                        |
| 3     | Spanien Antonio Abadía Carlos Mayo Fernando Carro Hamid Ben Daoud Nassim Hassaous Ouassim Oumaiz     | 42 10 13 19 52 DNF                    |

Insgesamt wurden sechzehn Teams gewertet. Die deutsche Mannschaft kam mit 69 Punkten auf den sechsten Platz, die Schweizer Mannschaft mit 87 Punkten auf den neunten Platz.

### Frauen

#### Einzelwertung
| Platz | Athletin                  | Land | Zeit (min) |
| ----- | ------------------------- | ---- | ---------- |
| 1     | Yasemin Can               | TUR  | 26:52      |
| 2     | Karoline Bjerkeli Grøvdal | NOR  | 27:07      |
| 3     | Samrawit Mengsteab        | SWE  | 27:43      |
| 4     | Fionnuala McCormack       | IRL  | 27:45      |
| 5     | Liv Westphal              | FRA  | 28:02      |
| 6     | Jessica Judd              | GBR  | 28:05      |
| 7     | Charlotte Arter           | GBR  | 28:07      |
| 8     | Dulce Félix               | POR  | 28:09      |
| 9     | Elena Burkard             | GER  | 28:10      |
| 10    | Carla Salomé Rocha        | POR  | 28:13      |

Von 59 gestarteten Athletinnen erreichten 53 das Ziel.
Weitere Teilnehmerinnen aus deutschsprachigen Ländern:
- 22: Julia Mayer (AUT), 29:01
- 23: Deborah Schöneborn (GER), 29:02
- 26: Domenika Mayer (GER), 29:10
- 32: Nicole Egger (SUI), 29:34
- 44: Vera Hoffmann (LUX), 30:34
- 46: Rea Iseli (SUI), 30:46
- DNF: Chiara Scherrer (SUI)

#### Teamwertung
| Platz | Land und Athletinnen                                                                                         | Gesamtpunktzahl und Einzelplatzierung |
| ----- | --- | ------------------------------------- |
| 1     | Vereinigtes Königreich Jessica Judd Charlotte Arter Abbie Donnelly Amy Griffiths Jennifer Nesbitt Kate Avery | 26 06 07 13 15 29 30                  |
| 2     | Irland Fionnuala McCormack Aoibhe Richardson Ciara Mageean Mary Mulhare Una Britton Fionnuala Ross           | 41 04 17 20 35 37 47                  |
| 3     | Portugal Dulce Félix Carla Salomé Rocha Susana Francisco                                                     | 43 08 10 25                           |

Insgesamt wurden zehn Teams gewertet. Die deutsche Mannschaft kam mit 58 Punkten auf den sechsten Platz, ein Schweizer Team kam ohne die ausgestiegene Chiara Scherrer nicht zustande.

### U23-Männer

#### Einzelwertung
| Platz | Athlet                    | Land | Zeit (min) |
| ----- | ------------------------- | ---- | ---------- |
| 1     | Jimmy Gressier            | FRA  | 24:17      |
| 2     | Elzan Bibić               | SRB  | 24:25      |
| 3     | Abdessamad Oukhelfen      | ESP  | 24:34      |
| 4     | Tadesse Getahon           | ISR  | 24:50      |
| 5     | Yohanes Chiappinelli      | ITA  | 24:51      |
| 6     | Fabien Palcau             | FRA  | 24:52      |
| 7     | Jacopo De Marchi          | ITA  | 24:55      |
| 8     | Mahamed Mahamed           | GBR  | 24:56      |
| 9     | Oussama Lonneux           | BEL  | 24:57      |
| 10    | Mohamed-Amine El Bouajaji | FRA  | 24:57      |

Von 85 gestarteten Athleten erreichten 81 das Ziel.
Weitere Teilnehmer aus deutschsprachigen Ländern:
- 14: Aaron Bienenfeld (GER), 25:02
- 15: Markus Görger (GER), 25:03
- 16: Mohamed Mohumed (GER), 25:04
- 43: Nils Voigt (GER), 25:57
- 55: Jannik Seelhöfer (GER), 26:19
- 75: Tobias Rattinger (AUT), 27:27
- 79: Bjarne Kölle (SUI), 27:50

#### Teamwertung
| Platz | Land und Athleten | Gesamtpunktzahl und Einzelplatzierung |
| ----- | --- | ------------------------------------- |
| 1     | Frankreich Jimmy Gressier Fabien Palcau Mohamed-Amine El Bouajaji Hugo Hay Pierrik Jocteur-Monrozier Louis Gilavert        | 17 01 06 10 18 20 40                  |
| 2     | Italien Yohanes Chiappinelli Jacopo De Marchi Sebastiano Parolini Riccardo Mugnosso Pasquale Selvarolo Sergiy Polikarpenko | 29 05 07 17 30 31 61                  |
| 3     | Deutschland Aaron Bienenfeld Markus Görger Mohamed Mohumed Nils Voigt Jannik Seelhöfer                                     | 45 14 15 16 43 55                     |

Insgesamt wurden fünfzehn Teams gewertet.

### U23-Frauen

#### Einzelwertung
| Platz | Athletin           | Land | Zeit (min) |
| ----- | ------------------ | ---- | ---------- |
| 1     | Anna Emilie Møller | DEN  | 20:30      |
| 2     | Jasmijn Lau        | NED  | 21:09      |
| 3     | Stephanie Cotter   | IRL  | 21:15      |
| 4     | Jasmijn Bakker     | NED  | 21:21      |
| 5     | Federica Zanne     | ITA  | 21:24      |
| 6     | Aneta Chlebiková   | CZE  | 21:25      |
| 7     | Bronwen Owen       | GBR  | 21:35      |
| 8     | Lisa Tertsch       | GER  | 21:41      |
| 9     | Eilish Flanagan    | IRL  | 21:47      |
| 10    | Cristina Ruiz      | ESP  | 21:51      |

Von 61 gestarteten Athletinnen erreichten 58 das Ziel.
Weitere Teilnehmerinnen aus deutschsprachigen Ländern:
- 12: Lea Meyer (GER), 21:53
- 27: Sarah Kistner (GER), 22:25
- 36: Lena Millonig (AUT), 22:44
- 41: Leah Hanle (GER), 22:58
- 49: Katharina Pesendorfer (AUT), 23:29

Miriam Dattke (GER) musste ihre Teilnahme kurzfristig auf Grund eines Magen-Darm-Virus absagen.

#### Teamwertung
| Platz | Land und Athletinnen                                                                                  | Gesamtpunktzahl und Einzelplatzierung |
| ----- | --- | ------------------------------------- |
| 1     | Niederlande Jasmijn Lau Jasmijn Bakker Diane van Es Famke Heinst                                      | 17 02 04 11 DNF                       |
| 2     | Irland Stephanie Cotter Eilish Flanagan Roisin Flanagan Fian Sweeney Claire Fagan Sorcha McAllister   | 29 03 09 17 38 47 57                  |
| 3     | Vereinigtes Königreich Bronwen Owen Amelia Quirk Poppy Tank Hannah Nuttall Eleanor Bolton Cari Hughes | 40 07 15 18 31 33 DNF                 |

Insgesamt wurden elf Teams gewertet. Die deutsche Mannschaft kam mit 47 Punkten auf den vierten Platz.

### U20-Männer

#### Einzelwertung
| Platz | Athlet             | Land | Zeit (min) |
| ----- | ------------------ | ---- | ---------- |
| 1     | Jakob Ingebrigtsen | NOR  | 18:20      |
| 2     | Ayetullah Aslanhan | TUR  | 18:58      |
| 3     | Efrem Gidey        | IRL  | 19:01      |
| 4     | Etson Barros       | POR  | 19:05      |
| 5     | Charles Hicks      | GBR  | 19:05      |
| 6     | Dereje Chekole     | ISR  | 19:05      |
| 7     | Omar Nuur          | SWE  | 19:18      |
| 8     | Håkon Stavik       | NOR  | 19:18      |
| 9     | Matthew Willis     | GBR  | 19:19      |
| 10    | Flavien Szot       | FRA  | 19:20      |

Von 106 gestarteten Athleten erreichten 99 das Ziel.
Weitere Teilnehmer aus deutschsprachigen Ländern:
- 25: Elias Schreml (GER), 19:33
- 41: Florian Bremm (GER), 19:44
- 45: Dominik Müller (GER), 19:52
- 60: Jonathan Hofer (SUI), 20:08
- 65: Paul Specht (GER), 20:13
- 73: Maurice Christen (SUI), 20:25
- 78: Paul Feuerer (GER), 20:28
- 83: Tim Thull (LUX), 20:37
- 90: Gil Weicherding (LUX), 20:59
- DNF: Sebastian Frey (AUT)
- DNF: Leon Berthold (SUI)
- DNF: Julien Stalhandske (SUI)

#### Teamwertung
| Platz | Land und Athleten                                                                                                 | Gesamtpunktzahl und Einzelplatzierung |
| ----- | --- | ------------------------------------- |
| 1     | Vereinigtes Königreich Charles Hicks Matthew Willis Zakariya Mahamed Will Barnicoat Hamish Armitt Matthew Stonier | 25 05 09 11 22 31 72                  |
| 2     | Norwegen Jakob Ingebrigtsen Håkon Stavik Ibrahim Buras Magnus Tuv Myhre Jonathan Vedvik                           | 38 01 08 29 40 47                     |
| 3     | Portugal Etson Barros Duarte Gomes Miguel Moreira Rúben Amaral Miguel Ribeiro Nuno Pereira                        | 39 04 14 21 44 62 DNF                 |

Insgesamt wurden 19 Teams gewertet. Die deutsche Mannschaft kam mit 111 Punkten auf den zehnten Platz, ein Schweizer Team kam nach den zwei Aufgaben nicht zustande.

### U20-Frauen

#### Einzelwertung
| Platz | Athletin          | Land | Zeit (min) |
| ----- | ----------------- | ---- | ---------- |
| 1     | Nadia Battocletti | ITA  | 13:58      |
| 2     | Klara Lukan       | SLO  | 14:01      |
| 3     | Mariana Machado   | POR  | 14:10      |
| 4     | Delia Sclabas     | SUI  | 14:22      |
| 5     | Zofia Dudek       | POL  | 14:22      |
| 6     | Izzy Fry          | GBR  | 14:33      |
| 7     | Gréta Varga       | HUN  | 14:34      |
| 8     | Sibylle Häring    | SUI  | 14:35      |
| 9     | Manon Trapp       | FRA  | 14:37      |
| 10    | Flavie Renouard   | FRA  | 14:37      |

Alle 93 gestarteten Athletinnen erreichten das Ziel.
Weitere Teilnehmerinnen aus deutschsprachigen Ländern:
- 20: Josina Papenfuß (GER), 15:01
- 23: Paula Schneiders (GER), 15:02
- 26: Antje Pfüller (GER), 15:06
- 29: Anneke Vortmeier (GER), 15:08
- 33: Carina Reicht (AUT), 15:12
- 36: Livia Wespe (SUI), 15:16
- 38: Blanka Dörfel (GER), 15:16
- 52: Valentina Rosamilia (SUI), 15:32
- 53: Alina Sönning (SUI), 15:32
- 68: Leonie Saurer (SUI), 15:56
- 74: Lotte Luise Seiler (AUT), 16:06
- 81: Katharina Götschl (AUT), 16:20
- 89: Margaux Bruls (LUX), 16:50

#### Teamwertung
| Platz | Land und Athletinnen                                                                                  | Gesamtpunktzahl und Einzelplatzierung |
| ----- | --- | ------------------------------------- |
| 1     | Vereinigtes Königreich Izzy Fry Saskia Millard Amelia Samuels Cera Gemmell Megan Keith Olivia Mason   | 29 06 11 12 17 27 45                  |
| 2     | Italien Nadia Battocletti Angela Mattevi Ludovica Cavalli Anna Arnaudo Giada Licandro Laura Pellicoro | 29 01 13 15 32 42 49                  |
| 3     | Frankreich Manon Trapp Flavie Renouard Ana Egler Bérénice Fulchiron Emilie Renaud Claire Palou        | 38 09 10 19 21 24 31                  |

Insgesamt wurden 16 Teams gewertet. Die Schweizer Mannschaft kam mit 48 Punkten auf den vierten Platz, die deutsche Mannschaft mit 69 Punkten auf den siebten Platz und das österreichische Team mit 188 Punkten auf den zwölften Platz.

### Mixed-Staffel
| Platz | Land und Athleten                                                                | Zeit (min) |
| ----- | -------------------------------------------------------------------------------- | ---------- |
| 1     | Vereinigtes Königreich Sarah McDonald James McMurray Alexandra Bell Jonny Davies | 17:55      |
| 2     | Belarus Kazjaryna Karnjajenka Arzjom Kalatschou Wolha Nemahaj Sjarhej Platonau   | 18:01      |
| 3     | Frankreich Aurore Fleury Yani Khelaf Sandra Beuvière Alexis Miellet              | 18:05      |

Alle 12 gestarteten Staffeln erreichten das Ziel.